# Ismåne

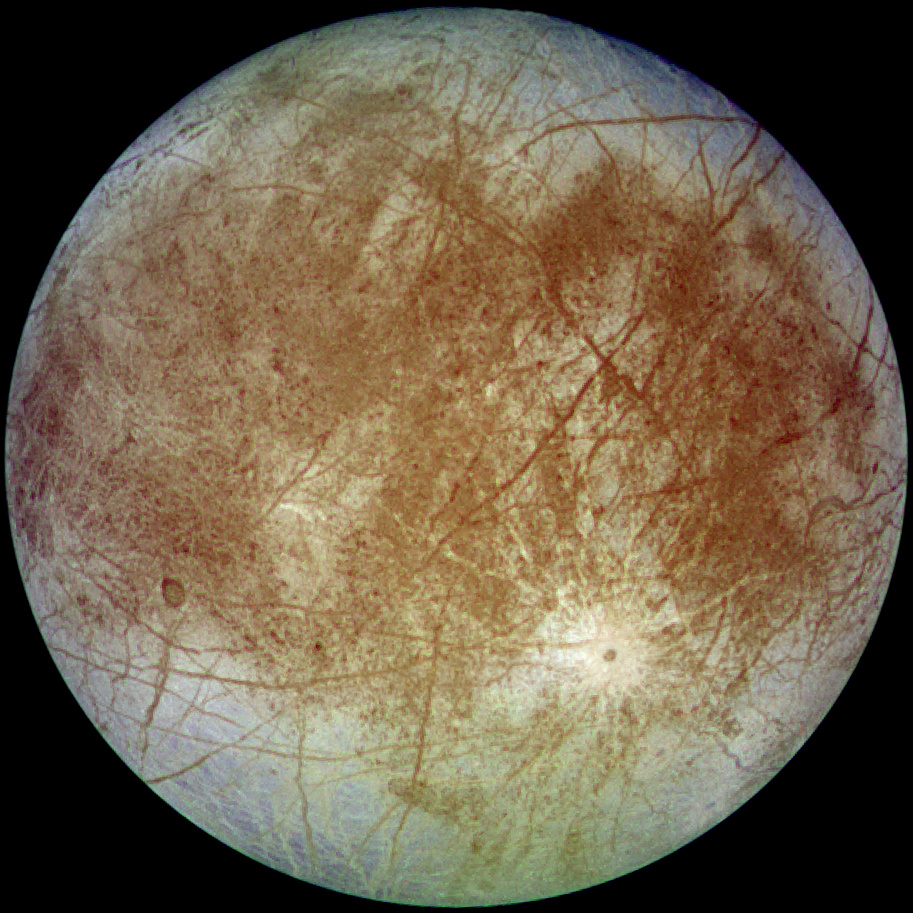
Europa

En ismåne är klass av naturliga satelliter som har en yta bestående huvudsakligen av is, möjligen med en ocean under isen, och kan också möjligen inkludera en stenkärna av silikatisk eller metallisk sten. Prototypen för denna klass är Europa. Även Enceladus antas vara en ismåne.
Ismånar som värms upp av tidvattnet kan vara den vanligaste typen av objekt som har vatten, och denna typ av objekt har troligtvis någon form av vatten-baserat utomjordiskt liv.
Några av dessa månar har också någon form av isvulkaner.